# خانم استیونز
خانم استیونز (به انگلیسی: Miss Stevens) فیلمی درام آمریکایی انتشار یافته ۲۰۱۶ به نخستین کارگردانی جولیا هارت و به نویسندگی هارت و جردن هوروویتس و به هنرمندی لی‌لی ریب، تیموتی شلمی، لیلی راینهارت، انتونی کوینتال، اسکار نونز و راب هیوبل است.
یک فیلم جاده ای که داستان معلمی که سه دانش آموز را جهت یک جشنواره تأتر به شهری میبرد و داستان های معلم و دانش آموزان و بازگشت آنها به مدرسه

## تولید

### فیلم‌برداری
تولید فیلم در مه ۲۰۱۵، در سیمی ولی، کالیفرنیا آغاز شد و در ۲۲ ژوئن ۲۰۱۵ پایان یافت.